# دمیر اوغلی کش
دمیر اوغلی کش، روستایی از توابع بخش مرکزی شهرستان آستارا در استان گیلان ایران است.

## جمعیت
این روستا در دهستان حیران قرار دارد و براساس سرشماری مرکز آمار ایران سال ۱۳۹۵، جمعیت آن ۲۳۷ نفر (۷۵ خانوار) بوده‌است.